# Салинас, Карлос
Ка́рлос Сали́нас де Горта́ри (исп. Carlos Salinas de Gortari; р. 3 апреля 1948 года, Мехико, Мексика) — президент Мексики с 1 декабря 1988 года по 30 ноября 1994 года.

## Биография
Карлос Салинас родился 3 апреля 1948 года в Мехико в семье Рауля Салинас Лосано и Маргариты де Гортари Карвахаль. Его отец занимал посты министра промышленности и торговли (1958—1964), посла Мексики в СССР и сенатора (1982—1988).
Окончил со степенью экономист Национальный автономный университет Мексики в 1969 году. Получил степень магистра государственного управления в 1973 году, степень магистра искусств в 1976 году и доктора философии в области политической экономики в 1978 году, окончив факультет искусств и наук и Школу управления имени Джона Ф. Кеннеди Гарвардского университета. По возвращении в Мексику стал профессором в своей альма-матер.
Со студенческих лет является членом ИРП.
В 1978 стал заместителем директора финансового планирования, в 1979 — генеральным директором и главным помощником министра планирования и бюджета Мигеля де ла Мадрида. После избрания президентом Мигеля де ла Мадрида был назначен на должность министра планирования и бюджета, где работал в 1982—1987 годах.
На президентских выборах 6 июля 1988 одержал победу, набрав 50,7 % голосов. Обнародование официальных результатов вызвало протесты.
На посту президента проводил неолиберальные реформы.